# Нараяна Менон Валлатхол
Нараяна Менон Валлаттол (малаял. വള്ളത്തോൾ നാരായണമേനോൻ; 1878—1958) — малаяльський поет першої половини XX століття, відомий як член «Великого тріумвірату», провідник малаяльської поезії; один з найтитулованіших Махакаві (Mahākavi, дослівно — Великий Поет; за змістом — автор епосу) індійської поезії XX століття; перекладач, який перший в історії світової літератури виконав повний переклад «Рамаяни» з санскриту, за що був прозваний в народі «Вальмікі з Керали». Писав мовою малаялам, а також на санскриті.
Покровитель мистецтв, який присвятив своє життя збереженню традиції мистецтва Натьї, а саме, відродження танцювальних стилів Керали — катхакалі та Мохіні Аттам в стінах Академії мистецтв Керали, що створена ним — Керала Каламандалам.

## Біографія
Махакаві Валлаттол Нараяна Менон походить з народності малаялі (штат Керала), належить до касти наїрів. Його мати — Куттіппару Амма, батько — Кадунготт Малліссері Дамудоран Еллайату. Він народився 26 жовтня 1878 року в селі Ченнара, Малабарского дистрикту, що знаходився в підпорядкуванні Британії.
Згідно з деякими російськомовними джерелами Валлаттол Нараяна Менон отримав традиційну брахманську освіту. Його першим учителем санскриту був Варьям Парамбіл Кунджан Наїр, а потім його рідний дядько по материнській лінії — Рамуне Менон.
Рамуне Менон був відомим лікарем і мав широку практику. Дядько познайомив Валлаттола з санскритською поезією: ведам, пуранам, та іншим творам. Також його дядько дав йому освіту в області аюрведи.
У 23 роки Валлаттол Нараяна Менон одружився. Пізніше він був главою великої родини, мав 10 дітей, численних онуків, з якими прагнув проводити дозвілля. Був зразковим домогосподарником, любив приймати друзів і славився щедрістю. При цьому він дуже багато працював, вів строгий і пунктуальний спосіб життя. Валлаттол Нараяна Менон прожив в рідному селі до 26 років, практикуючи аюрведу, але при цьому присвячуючи все дозвілля поезії.
У 1904 році він отримав запрошення очолити видавництво «Printing Press» в Триссурі і негайно його прийняв. До 1910 року керував видавництвом, випускаючи кілька поетичних журналів. У ці роки познайомився з багатьма відомими літераторами, в тому числі з Кумараном Ашаном і Улуром Парамешвара Айяром, які разом з ним самим становили «Великий тріумвірат» малаяльської поезії.
У 1919 році у віці 31 року Махакаві Валлаттол Нараяна Менон повністю втратив слух. Життя стало для нього немов боротьбою, та аби подолати прірву відокремила його від людей, він навчився писати на долоні, як на дошці, висловлюватися за допомогою жестів і знаків.